# La super, super aventura
La super, super aventura es una película de Argentina filmada en Eastmancolor dirigida por Enrique Carreras según el guion de Salvador Valverde Calvo que se estrenó el 27 de febrero de 1975 y que tuvo como actores principales a Ricardo Bauleo, Víctor Bó, Julio de Grazia, Mirta Massa y Adriana Aguirre.

## Sinopsis
Los superagentes Tiburón, Mojarrita y Delfín deben custodiar un gran diamante.

## Reparto
- Ricardo Bauleo …Tiburón
- Víctor Bó …Delfín
- Julio De Grazia …Mojarrita
- Mirta Massa ... Susan Bergman
- Adriana Aguirre ... Eleonora
- Guillermo Murray ... Jefe de Acuario
- Luis Tasca ... Tony Estompinato
- Augusto Codecá .... Director del western
- Pablo Cumo ... Ben Hasán
- Nino Udine ... Secuaz de Eleonora (Base 1)
- Gustavo Giordano ... Roco
- Guido Gorgatti ... Daniel (director de película de El Zorro)
- Darío Avalo

## Comentarios
Riz en Mayoría escribió:

"Quienes gusten de estas idas y venidas, matizadas por golpes, persecuciones automovilísticas y atractivas figuras femeninas, no se verán defraudados".

La Nación opinó:

"La comedia, dentro de lo elemental de los gags…cumple con el propósito de hacer pasar al espectador un buen rato".

El Cronista Comercial dijo:

"Segundas, también son buenas".